# Дудкін Сергій Дмитрович
Сергій Дмитрович Ду́дкін (нар. 7 жовтня 1930, Ленінград — пом. 7 березня 2014, Запоріжжя) — український диригент і педагог.

## Біографія
Народився 7 жовтня 1930 року в місті Ленінграді (нині Санкт-Петербург, Росія). У 1957 закінчив Ленінградську консерваторію зі спеціальності «Диригент симфонічного оркестру й опери». Навчався у класі Миколи Рабиновича.
Упродож 1958—1962 років працював диригентом симфонічного оркестру Дніпропетровської філармонії; з 1962 року — диригент, у 1965—1971 роках — головний диригент Куйбишевської філармонії. 1969 року закінчив аспірантуру при Ленінградській консерваторії (керівник Євген Мравінський).
Упродовж 1971—1985 років працював головним диригентом Запорізької філармонії. З 1985 року — викладач відділів струнних та духових інструментів Запорізького музичного училища.

## Творчість
У репертуарі — твори Лева Ревуцького, Бориса Лятошинського, Андрія Штогаренка, Мирослава Скорика, Євгена Станковича, Лева Колодуба, Ігоря Шамо, Івана Карабиця, Сергія Прокоф'єва, Петра Чайковського, Дмитра Шостаковича, Ференца Ліста, Олександра Глазунова, Родіона Щедріна, Людвіга ван Бетховена, Йоганесса Брамса, Вольфганга Амадея Моцарта, Йозефа Гайдна, Джузеппе Верді, Ріхарда Ваґнера, Клода Дебюссі.
Гастролював республіками СРСР.

## Відзнаки
- Лауреат 2-го Ленінградського фестивалю молоді (1957);
- Заслужений діяч мистецтв УРСР з 1976 року;
- Нагороджений орденом «За заслуги перед Запорізьким краєм» (2008)[1].